# Turibio Santos
Turíbio Soares Santos (São Luís, 7 de março de 1943) é violonista, compositor e musicólogo brasileiro.

## Biografia
Turíbio Soares Santos é natural de São Luís, Maranhão, nascido em 7 de março de 1943. Ainda na infância, ele e sua família passaram a ter residência no Rio de Janeiro.
A sua motivação para a carreira de músico e influência musical se deve aos seus pais, em que seu pai também era um violonista, tendo realizado algumas apresentações, além de ser seresteiro. Sua mãe o motivou a se matricular em cursos de musica, onde teve entre os seus professores Antonio Rebelo e Oscar Cáceres. Outra grande influência foi Heitor Villa-Lobos, a quem passou a apreciar a obra ainda quando era adolescente. Chegou a ser convidado por Arminda Villa-Lobos e Herminio Bello de Carvalho a gravar os Doze Estudos do compositor como parte do acervo do Museu Villa-Lobos.
Ainda jovem, iniciou a carreira internacional, percorrendo os cinco continentes e contando com um repertório majoritariamente composto por obras da música brasileira, e adquirindo um prêmio em Paris na ORTF em 1965. Contou também com boas avaliações dos críticos do periódico The New York Times, Le Figaro, entre outros.
Em 1986, foi convidado para a direção do Museu Villa-Lobos, função que realizou até 2010. Também foi responsável por criar os primeiros cursos de violão na UFRJ e também na UNIRIO, além de ter fundado em 1983 a Orquestra Brasileira de Violões.
Ao longo de sua carreira, acumulou uma discografia de mais de setenta álbuns.
Foi indicado para assumir uma cadeira na Academia Brasileira de Música e também na Academia Maranhense de Letras. Entre as homenagens, foi condecorado com o grau de oficial da Ordem do Cruzeiro do Sul e da Légion d’Honneur.